# Ascalabos voithii
Ascalabos voithii è un pesce osseo estinto, appartenente ai teleostei. Visse nel Giurassico superiore (Kimmeridgiano - Titoniano, circa 152 - 148 milioni di anni fa) e i suoi resti fossili sono stati ritrovati in Germania e in Francia.

## Descrizione
Questo pesce, simile a una sardina, non superava la lunghezza di 12 centimetri e possedeva una testa piuttosto grande in relazione alla dimensione del corpo. Era dotato di canali sensori cefalici semplici e larghi, con tubuli sensori appuntiti. La mascella era dotata di una fila esterna di piccoli denti conici, più lunghi verso la parte posteriore della mascella. La supramaxilla 2 era costituita da una parte principale larga e da un processo anteriore lungo e stretto, che andava a coprire gran parte del bordo dorsale della lunga supramaxilla 1. Era presente un grande opercolo stretto, mentre le scaglie erano piccole e cicloidi. Le vertebre variavano in numero da 34 a 39, e i centri vertebrali caudali possedevano una cresta laterale prominente. Vi erano sette o otto uroneurali (i primi quattro più lunghi) e dieci o undici ipurali. 

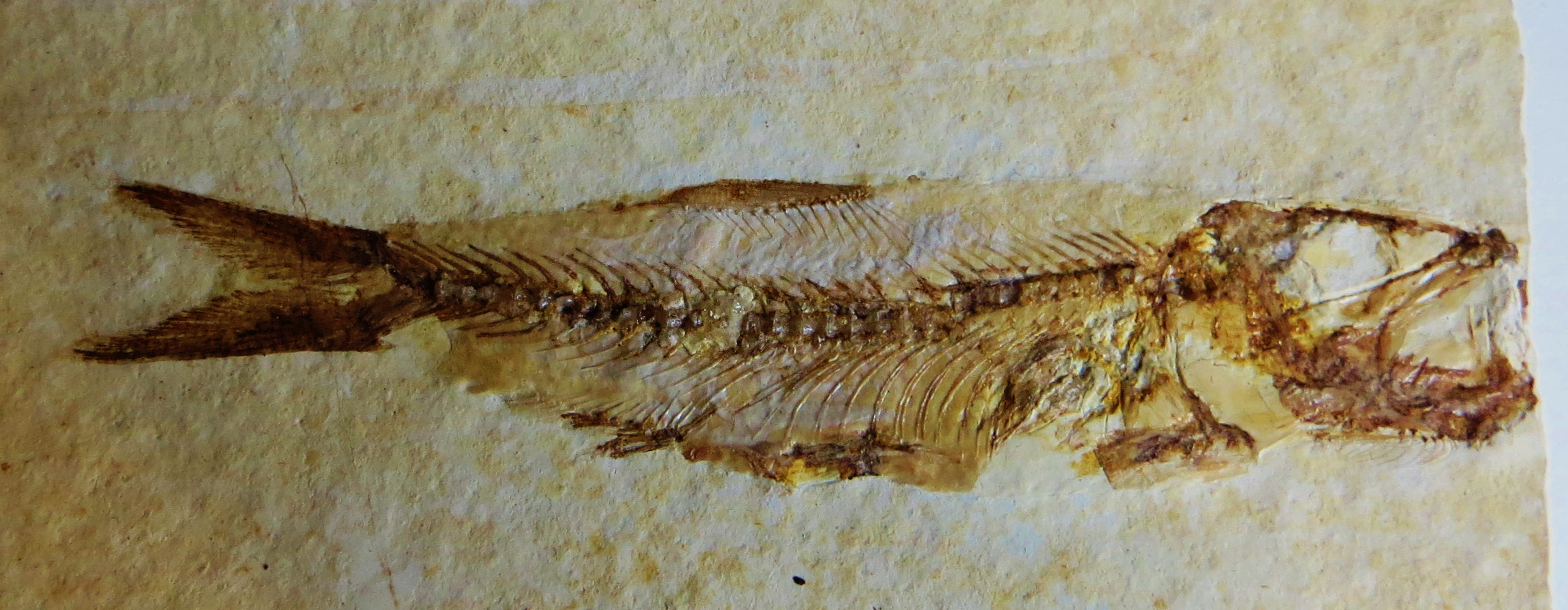
Fossile di Ascalabos voithii in mostra al Teylers Museum di Haarlem

## Classificazione
Ascalabos voithii venne descritto per la prima volta nel 1839 da Graf zu Münster, sulla base di fossili provenienti dal ben noto giacimento di Solnhofen in Baviera (Germania). Per lungo tempo, tuttavia, questo animale venne confuso con il genere Leptolepis. Fu solo con i lavori di Nybelin (1974), Patterson e Rosen (1977) e Arratia (1991; 1997) che il genere Ascalabos venne riconsiderato valido. Resti attribuiti ad Ascalabos provengono anche dal giacimento di Cerin (Francia). 

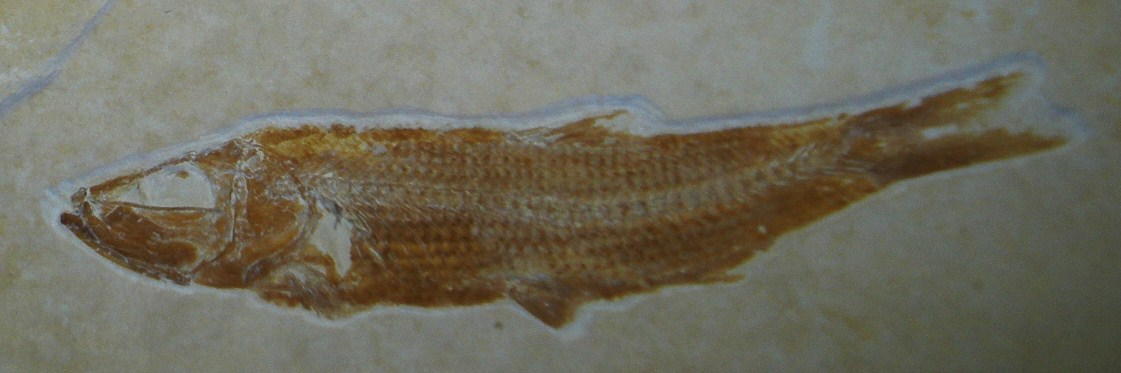
Fossile di Ascalabos voithii

Attualmente Ascalabos è ritenuto un rappresentante basale dei teleostei, il grande gruppo di pesci ossei comprendente la maggioranza degli attinotterigi attuali. Ascalabos, insieme all'affine Ebertichthys, sembrerebbe essere più derivato di Leptolepis ma meno derivato di Tharsis, altri teleostei basali del Giurassico superiore europeo.